# Mijl per uur

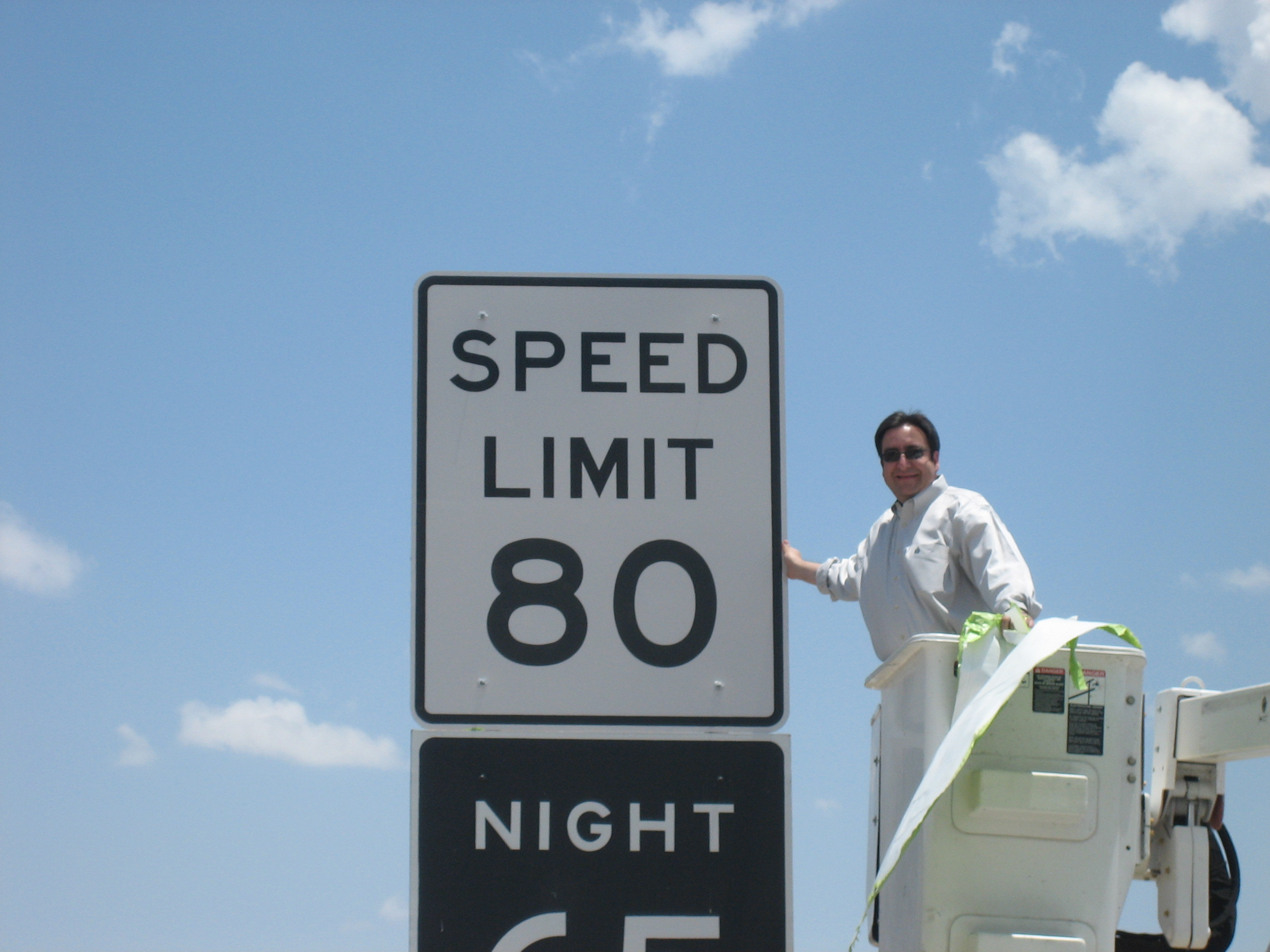
Verkeersbord in de Verenigde Staten dat een maximumsnelheid van 80 mph of ca. 130 km/h aangeeft.

Eenheden voor maximumsnelheden op verkeersborden wereldwijd:
Kilometer per uur (km/h)
Mijl per uur (mph)
Beide
Geen eenheden voor snelheidslimieten

De mijl per uur (Engels: miles per hour, symbool mph) is een eenheid van snelheid uit het imperiale systeem. Het drukt uit hoeveel mijl wordt afgelegd in één uur. In landen als het Verenigd Koninkrijk en de Verenigde Staten wordt de mijl per uur gebruikt, maar in de meeste landen wordt de snelheid in kilometer per uur, km/h uit het metrieke stelsel uitgedrukt. De maximumsnelheid in het verkeer wordt in de Verenigde Staten bijvoorbeeld in mph gegeven. De SI-eenheid voor snelheid is de meter per seconde, m/s.

## Omrekeningen
- 1 mph = 0,44704 meter per seconde
- 1 mph = 1,609344 kilometer per uur
- 1 mph = 0,868976242 knopen

- 1 m/s = 2,23693629 mph
- 1 km/h = 0,621371192 mph
- 1 knoop = 1,15077945 mph